# ژوستین یکم
ژوستین با نام کامل فلاویوس ژوستینوس (به لاتین: Flavius Iustinus Augustus، به یونانی:  Ἰουστίνος) امپراتور روم شرقی از ۵۱۸ تا ۵۲۷ بود که با طی درجات مختلف نظامی در ارتش بیزانس و علی‌رغم نداشتن سواد، در سن ۷۰ سالگی به این مقام رسید. او بنیان‌گذار دودمان ژوستینی و عموی ژوستینیان یکم، امپراتور معروف بعدی بود.

## زندگینامه

### سال‌های نخستین
ژوستین در حدود ۴۵۰ در بادریانا و در یک خانوادهٔ رعیت ایلیریایی زاده شد. در جوانی به کار خوک‌چرانی مشغول بود و در ۲۰ سالگی به هنگام هجوم بربرها به قسطنطنیه پناه برد. او در آنجا هیچ چیز به‌جز لباس‌های مندرسش نداشت، با این حال پس از چندی به ارتش پیوست و درنتیجهٔ توانایی‌هایش مدارج مختلف نظامی را پیمود و در زمان آناستاسیوس یکم، امپراتور وقت بیزانس با عنوان کنت به فرماندهی محافظان کاخ منصوب شد.

### رسیدن به امپراتوری
آناستاسیوس در ژوئیهٔ ۵۱۸ درگذشت و ژوستین که فرماندهی تنها سپاه شهر را برعهده داشت توانست با دادن رشوه بر تخت امپراتوری نشسیند. او که اطلاعی از کشورداری نداشت مشاوران قابل اعتمادی را در اطراف خود گرد آورد. برجسته‌ترین این مشاوران برادرزاده‌اش فلاویوس پتروس ساباتیوس بود که ژوستین او را به پسرخواندگی خود گرفت و او را یوستینیانوس (ژوستینیان) نامید.

### نگرش‌های مذهبی
ژوستین برخلاف فرمانروایان پیش از خود حامی ارتدکسی بود و در ۵۲۳ فرمانی را علیه آریانیسم صادر کرد. این موضوع باعث ناراحتی تئودوریک بزرگ، پادشاه آریان‌مذهب آستروگوت‌ها (گوت‌های شرقی) شد و او پاپ ژان یکم را مجبور کرد تا به قسطنطنیه رفته و تقاضای بازنگری و تعدیل این فرمان را نماید. ژوستین پس از این ملاقات امتیازاتی را برای آریان‌ها قایل شد اما چنان نبود که تئودوریک را راضی نماید.

### سیاست خارجی
درگیری با ایرانیان در مرزهای شرقی، ژوستین را بر آن داشت تا به فکر بازپس‌گیری کنترل لازیکا (کولخیس امروزی در گرجستان) بیفتد زیرا بدین طریق می‌توانست متحدان خود در میان‌رودان و جنوب سوریه را حفظ نموده و با ایرانیانی که در صدد نفوذ به عربستان بودند مقابله نماید.
با این حال امپراتوری در مرزهای شمالی با مشکل مواجه بود و اسلاوها که توانسته بودند از رود دانوب عبور نمایند استان‌های ناحیهٔ بالکان روم شرقی را مورد تاخت و تاز خود قرار داده بودند و ژوستین عملاً در مقابله با آنها درمانده بود.

### سال‌های پایانی و مرگ
سال‌های پایانی حکومت ژوستین به درگیری با ایرانیان و آستروگوت‌ها گذشت. وضعیت سلامتی ژوستین در ۵۲۶ رو به وخامت گذاشت و او رسماً ژوستینیان را به عنوان امپراتور مشترک با خود معرفی نمود و یک سال بعد در ۱ آوریل ۵۲۷ او را جانشین خود ساخت. ژوستین در اول اوت همان سال درگذشت و ژوستینین عنوان امپراتور جدید بیزانس قدرت را در دست گرفت، در حقیقت همسر ژوستینین تئودورا با نفوذ فوق‌العاده و قدرتمندی در حکومت شوهرش مشارکت جدی و فعالی داشت و به طور مساوی قدرت اداره کل امپراتوری روم شرقی را به طور قانونی با امپراتور در دست داشت.